# Phường 3, Tân Bình
Phường 3 là một phường thuộc quận Tân Bình, Thành phố Hồ Chí Minh, Việt Nam.
Phường 3 có diện tích 0,26 km², dân số năm 2021 là 16.098 người,  mật độ dân số đạt 61.915 người/km².